# 上今井站
上今井站（日语：／ Kami-Imai eki */?）是位於長野縣中野市大字上今井，屬於東日本旅客鐵道（JR東日本）的飯山線車站。

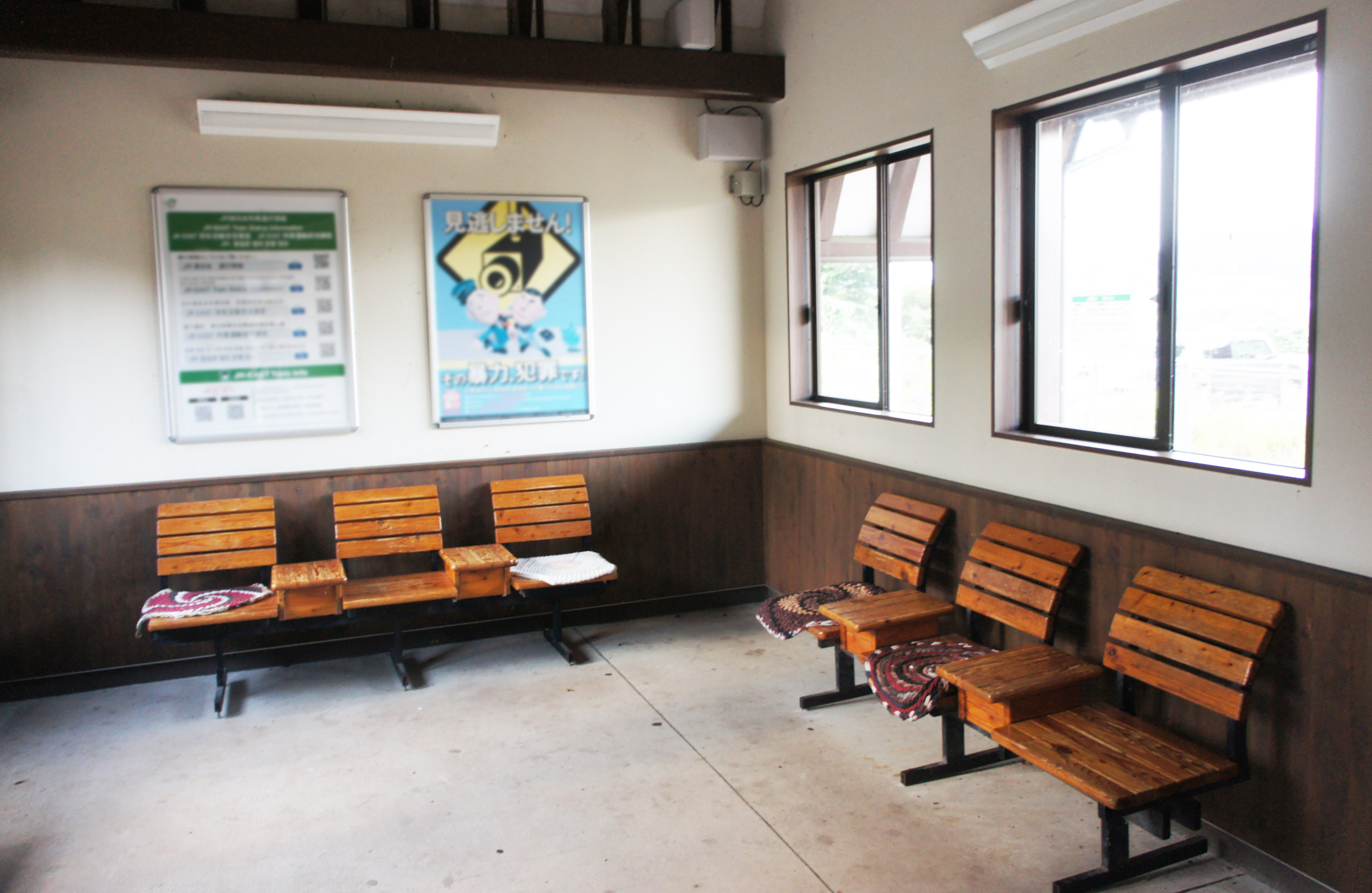
車站內部（2021年8月）

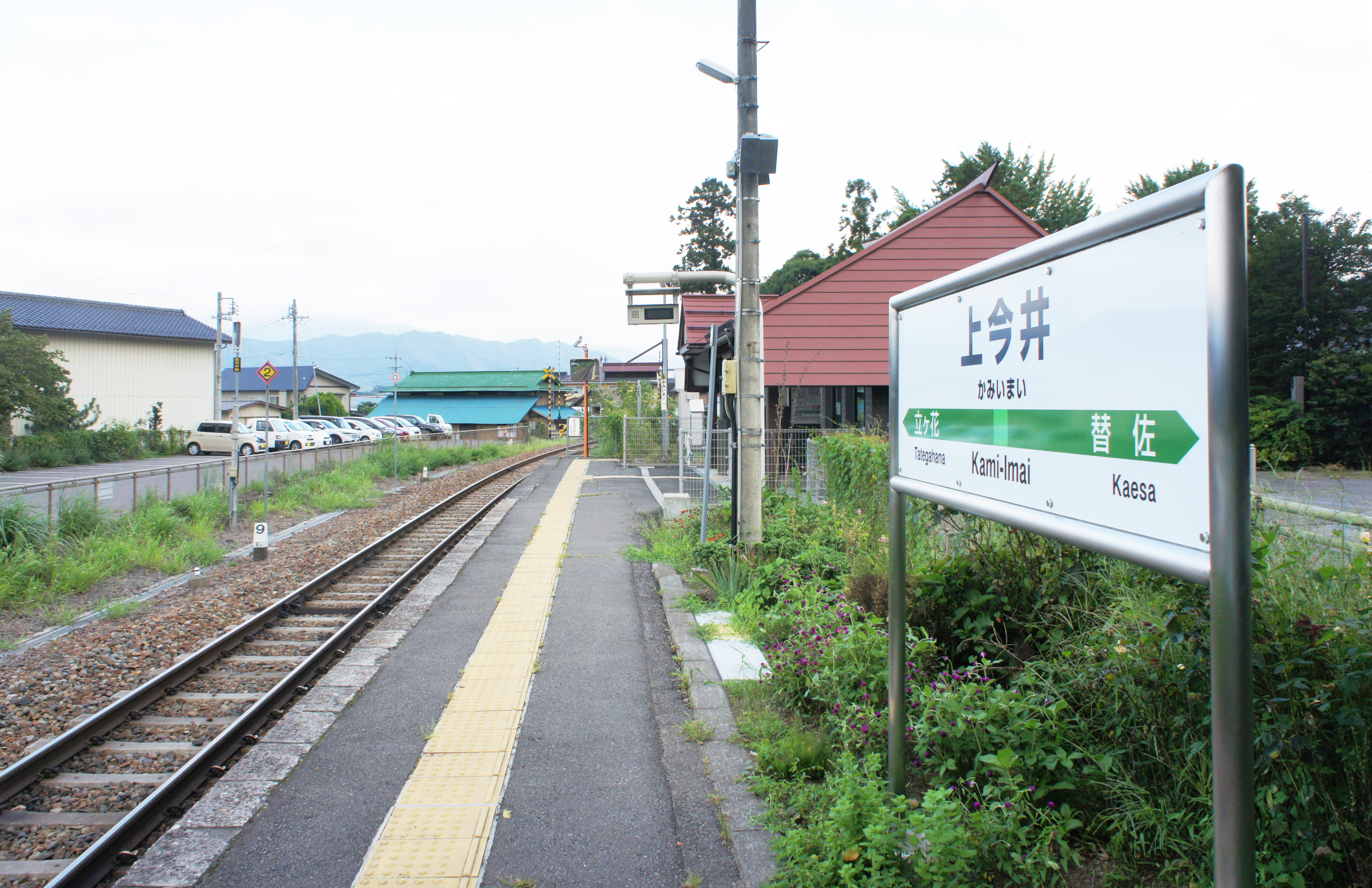
月台（2021年8月）

## 歷史

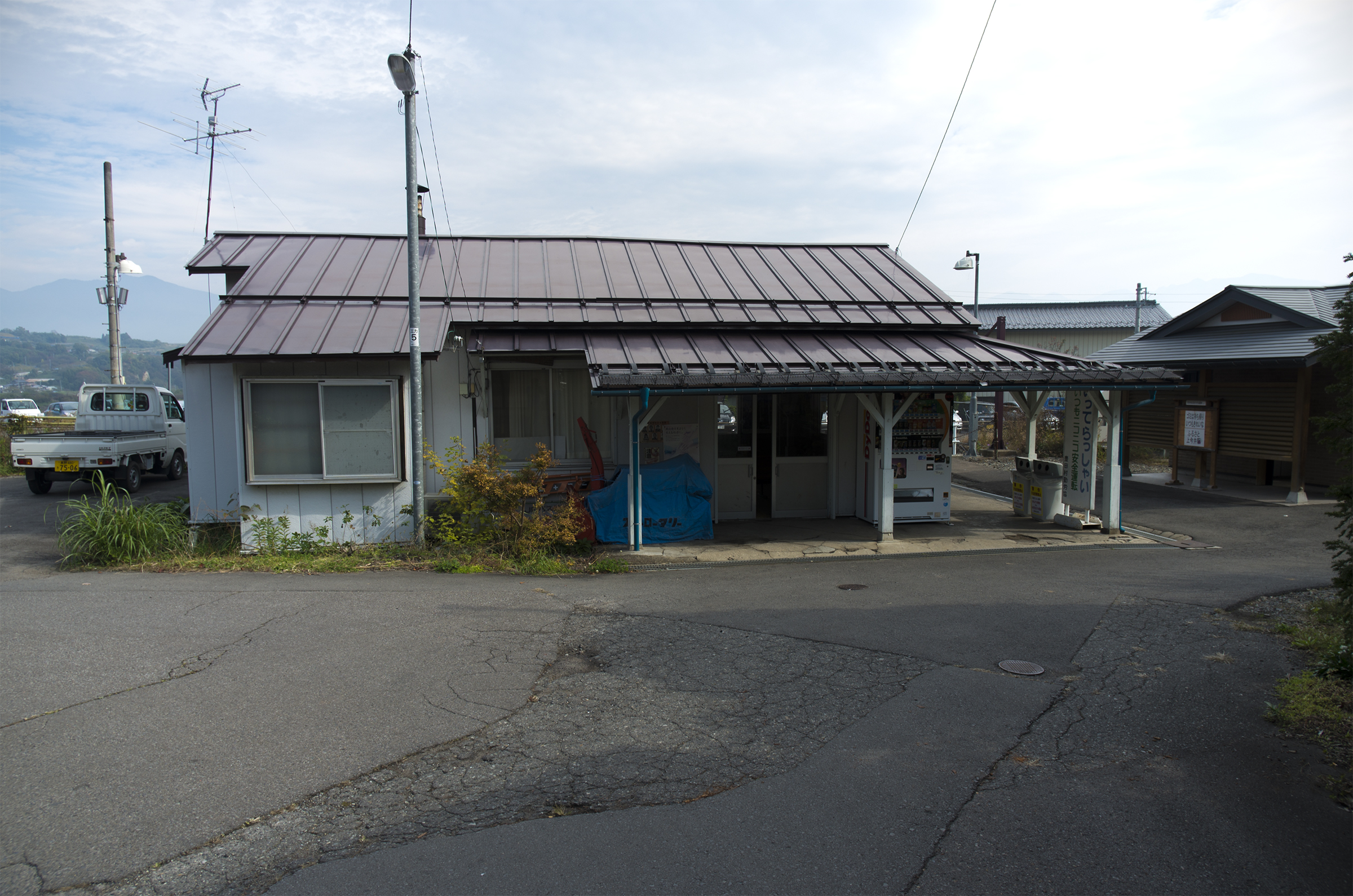
舊站房

此站當初計劃建設在靠近替佐站的設置，但是由於周邊居民的請願運動，而車站設在現地。
- 1921年（大正10年）10月20日：飯山鐵道 豐野站至飯山站之間開業，此站啟用[1]。
- 1944年（昭和19年）6月1日：隨著飯山鐵道國有化，飯山鐵道編入至運輸通信省（後來為日本國有鐵道）飯山線[3]。
- 1982年（昭和57年）11月1日：成為簡易委託車站[1]。
- 1987年（昭和62年）4月1日：伴隨國鐵分割民營化，車站由東日本旅客鐵道（JR東日本）營運。
- 1995年（平成7年）	
  - 7月12日：發生7.11水災（日语：7.11水害），使飯山線全線暫停服務[4]。
  - 7月18日：飯山線全線重開[4]。
- 2014年（平成26年）
  - 7月31日：成為無人車站[5]。
  - 8月中至12月中：翻新車站大樓[6]。

## 車站構造
在日本國有鐵道時代的配線中，當時設有1面1線的單式月台（旅客專用）、1面1線的貨運單式月台、1條側線、1條留置線，並設有站長和車站職員當值。在車站大樓旁設有車站職員專用的浴室和國鐵職員宿舍。在留置線上設有上今井園藝組合的蘋果專用棚車2卡。在貨物起卸業務停止後，除了本線以外的交會設備（4座轉轍器）均撤走，只剩下1面1線的單式月台。 舊貨運月台、路軌遺址、側線、留置線等地方，便改為用作免費停車場和單車停泊處，以方便乘客使用車站。
此站是由飯山站管理的無人車站。此站曾經為簡易委託車站，委託車站職員發售常備券和補充券。當時木造車站大樓內設有售票櫃臺，隨著北陸新幹線啟用，大樓在2014年進行翻新工程。新的車站大樓內設有候車室和簡易自動售票機。

## 使用狀況
根據「JR東日本」資料，以下為2000年度（平成12年度）至2013年度（平成25年度）乘車人次變化。
| 乘車人次變化       | 乘車人次變化     | 乘車人次變化    |
| 年度               | 1日平均 乘車人次 | 參考資料        |
| ------------------ | ---------------- | --------------- |
| 2000年（平成12年） | 205              | [ 利用客数 1 ]  |
| 2001年（平成13年） | 210              | [ 利用客数 2 ]  |
| 2002年（平成14年） | 217              | [ 利用客数 3 ]  |
| 2003年（平成15年） | 224              | [ 利用客数 4 ]  |
| 2004年（平成16年） | 212              | [ 利用客数 5 ]  |
| 2005年（平成17年） | 209              | [ 利用客数 6 ]  |
| 2006年（平成18年） | 217              | [ 利用客数 7 ]  |
| 2007年（平成19年） | 217              | [ 利用客数 8 ]  |
| 2008年（平成20年） | 236              | [ 利用客数 9 ]  |
| 2009年（平成21年） | 235              | [ 利用客数 10 ] |
| 2010年（平成22年） | 250              | [ 利用客数 11 ] |
| 2011年（平成23年） | 244              | [ 利用客数 12 ] |
| 2012年（平成24年） | 249              | [ 利用客数 13 ] |
| 2013年（平成25年） | 248              | [ 利用客数 14 ] |

## 車站周邊
此站附近設有種植蘋果等農田。
- 長野農業協同組合（日语：ながの農業協同組合）美幸水果共選場所（前上今井園藝組合）
- 前JA北信州美幸（日语：北信州みゆき農業協同組合）上今井分所（與豐田分所合併並遷移，名稱改為南部分所）
- 千曲川
- 上信越自動車道[1]信州中野交匯處
- 國道117號（日语：国道117号）
- 長野縣道505號三水中野線（日语：長野県道505号三水中野線）
- 佐藤博物館（已關閉） - 從車站沿國道117號步行20分鐘。博物館展示了盔甲和刀劍武器。也展示德川家和上杉家的展品。
- 醫療法人（日语：医療法人）聖峰會·佐藤醫院[2]
- 水内郡諏訪社（日语：諏訪社）（長野縣諏訪大社的末社之一）
- 少林山 普賢寺（曹洞宗）
- 光明山 西迎寺（净土宗）

## 相鄰車站
東日本旅客鐵道（JR東日本）
■飯山線
立花－上今井－替佐

## 注腳

### 使用狀況
1. ↑  各駅の乗車人員 2000年度 （页面存档备份，存于）（日語） - 東日本旅客鐵道
2. ↑  各駅の乗車人員 2001年度 （页面存档备份，存于）（日語） - 東日本旅客鐵道
3. ↑  各駅の乗車人員 2002年度 （页面存档备份，存于）（日語） - 東日本旅客鐵道
4. ↑  各駅の乗車人員 2003年度 （页面存档备份，存于）（日語） - 東日本旅客鐵道
5. ↑  各駅の乗車人員 2004年度 （页面存档备份，存于）（日語） - 東日本旅客鐵道
6. ↑  各駅の乗車人員 2005年度 （页面存档备份，存于）（日語） - 東日本旅客鐵道
7. ↑  各駅の乗車人員 2006年度 （页面存档备份，存于）（日語） - 東日本旅客鐵道
8. ↑  各駅の乗車人員 2007年度 （页面存档备份，存于）（日語） - 東日本旅客鐵道
9. ↑  各駅の乗車人員 2008年度 （页面存档备份，存于）（日語） - 東日本旅客鐵道
10. ↑  各駅の乗車人員 2009年度 （页面存档备份，存于）（日語） - 東日本旅客鐵道
11. ↑  各駅の乗車人員 2010年度 （页面存档备份，存于）（日語） - 東日本旅客鐵道
12. ↑  各駅の乗車人員 2011年度 （页面存档备份，存于）（日語） - 東日本旅客鐵道
13. ↑  各駅の乗車人員 2012年度 （页面存档备份，存于）（日語） - 東日本旅客鐵道
14. ↑  各駅の乗車人員 2013年度 （页面存档备份，存于）（日語） - 東日本旅客鐵道

## 外部連結
- 車站資訊（上今井）：東日本旅客鐵道